# 村田正太
村田 正太（むらた まさたか、1884年10月5日 - 1974年12月20日）は、日本の医師、医学研究者。梅毒血清反応「村田法」の創始者。ハンセン病研究者。エスペランティスト。1926年から1933年まで大阪府外島保養院院長を務めたが、外島事件で辞任した。患者を一人の人間として対等に「キミ」と呼び、遇したのは当時としてはたいへん珍しい。その後職に就かず、神奈川県二宮町で個人的研究生活に入る。

## 略歴
- 1884年10月5日 高知県香美郡野市町（現香南市）に生まれる
- 1900年9月 中央大学入学
- 1903年7月 同校卒業、東京外国語学校ドイツ語学科入学
- 1906年 同校卒業
- 1910年 第一高等学校入学
- 1912年 東京帝国大学医学部入学
- 1917年 同大学卒業　1918年 東京帝国大学伝染病研究所助手
- 1919年 学術調査のため中国と満州に出張
- 1921年 内務省衛生局勤務。梅毒に関する研究を委託される
- 1926年 大阪府外島保養院院長事務取扱
- 1927年  同所長兼院長
- 1928年 光田健輔らと共に日本らい学会を創設
- 1929年 第2回らい学会を大阪にて開催(世話人）
- 1930年 第3回らい学会を大阪にて開催（世話人）
- 1932年 第5回らい学会を大阪にて開催（世話人）
- 1932年 叙正六位
- 1933年 大阪府外島保養院院長を免ぜられる
- 1966年 日本らい学会名誉会員に推薦される
- 1974年12月20日 逝去

## 生涯
法律を勉強していた時に知った女性がらいに罹患し、生涯らいに尽そうと決意した。光田健輔を紹介され、同氏の指示をうけ、医学の道に進む。東京伝染病研究所では、梅毒血清反応を研究。村田反応を創設した。大阪府外島保養院院長席が空席をなり、村田が起用された。大正15年（1926年）着任。同院は全く闇黒時代で、患者は博打を打ち、風紀は乱れていた。彼は食費13銭を一挙に22銭に上げ、院内の自治を認めたので、今まで虐げられていた患者は院長を慈父と呼んだ。しかし、患者内に急進派と保守派の対立が激化してきた。昭和7年（1932年）、職員に共産党員が入り活動を始めた。院長の、患者の自治を尊重する姿勢もアカと誤解されて、1933年8月院長が不在時に所轄の警察署の手入れが始まり、「外島事件」の始まりとなる。院内の平和のために、急進派患者20名を、言い含め、私金10円をもたせ、放出する。それが府警はじめメディアに烈しい批判を浴びる。村田自身も特別高等警察の厳しい取り調べを受けた。東京大学出身の大阪大学教授らが彼を弁護したが、同年10月、村田は同院を去る。その後、神奈川県二宮町の自宅（借家）で研究を続けた。

## 業績
- 村田反応（梅毒血清沈降反応）
  - 医事新聞1106号（1922年11月)
  - 医事新聞1128号（1923年）
- らいの血清学的研究（大阪外島らい療養所)
  - 1930年6月発行『レプラ』第1巻第2号
- 村田反応の梅毒診断学に於ける地位とその操作法
  - 臨床医学 26(6) 762-771, 1938.
- 長与又郎・野辺地慶三：国際連盟梅毒診断法会会議 実験医学雑誌 13(1) 67-80, 1929
  - 1928,5,21-64において、コペンハーゲンの国立血清研究所にて長与・野辺地出席、村田反応を施行、その価値が世界的に比較された。

## 村田正太顕彰碑
昭和53年（1978年）11月16日、郷土の高知県野市町（現香南市）にて「救らいの父 村田正太先生顕彰碑」の除幕式が行われ、記念行事があった。東京大学、群馬大学名誉教授長谷川秀治が長文の碑文を作り、（実際に出席したのは代理の遠藤正義）、高知県知事・中内力（出席は阿部厚生労働副部長）が揮毫を行った。国立療養所邑久光明園園長・原田禹雄は祝辞を述べた。その中で、ある患者が涙を浮かべて「村田先生の薫陶を受けたものが邑久光明園に30名、全国に40名ほどいることを奥さまや皆さまに伝えて欲しい」と書いている。

## 食費
- 外島保養院の食費と比較するために、昭和6年（1931年）の外の療養所の食費を掲載する。

| 名称           | 種別           | 定員  | 食費（1日） | 治療費（1日） |
| -------------- | -------------- | ----- | ----------- | ------------- |
| 慰廃園         | 組合立         | 81名  | 18銭        | 3.8銭         |
| 聖バルナバ病院 | 個人経営（英） | 300名 | 16.5銭      | 5.7銭         |
| 私立復生病院   | 財団法人       | 127名 | 20銭        | 6.6銭         |
| 身延深敬病院   | 財団法人       | 80名  | 17.6銭      | 2.1銭         |
| 熊本回春病院   | 財団法人（英） | 79名  | 48銭        | 19.5銭        |
| 待労院         | 組合立（伊）   | 70名  | 14銭        | 6.8銭         |
| 公立らい療養所 |                |       | 15銭前後    | 5銭程度       |

## 外島保養院患者と村田正太
- [2]

## 性格と批判
几帳面で一本気なところがあり、一度言い出したら後に引かないところがある。このことは、外島事件でもよくあらわれている。土佐弁でいうと、いごっそう,ともいわれ、頑固で気骨の在る男等を意味する。ドイツ語がよくできるのに、東京大学の卒業論文を日本語にして落第されかかったり、生涯、博士号をとらなかったことが語られている。　1941年のらい学会で議長をつとめ、小笠原登をつるし上げるのに荷担した。　光田健輔は療養所の患者を、一つの家族のようにして統率しようとしたが（大家族主義）、村田は患者の人格を尊び患者の自治によって統率しようとした（自治主義）。　　　

## 文献
旧外島保養院誌(1)~(44) 桜井方策（旧外島保養院医官) 楓　1968-1970 
初代所長今田虎二郎、二代所長村田正太、初代医長菅井竹吉、その他職員、患者の生活、外島騒動など、詳しい。